# Bil Baird
William Britton Baird ou Bil Baird  de son nom de scène (né le 15 août 1904 et décédé le 18 mars 1987) est un marionnettiste américain.

## Carrière
Sa création qui le rend mémorable pour le public américain est Charlemane, le lion. Cette marionnette de type muppet, à mâchoire articulée, commente The morning Show, l'émission matinale quotidienne de la chaîne CBS, tout au long des années 1950. Charlemane est manipulé par lui-même et sa femme Cora Eisenberg Baird, elle aussi marionnettiste. Charlemane fait également une apparition en guest star dans la comédie musicale La Mélodie du bonheur, lors de la chanson joddlée The Lonely Goatherd.
Il réalise aussi les marionnettes de la série Dark Shadows, écrit en 1965 un traité sur les arts de la marionnette, crée un nez télescopique à l'acteur-chanteur Peter Noone dans une adaptation de Pinocchio.
En 1936, il a joué dans Horse Eats Hat (en), adaptation américaine de Un Chapeau de paille d'Italie d'Eugène Labiche. Montée avec l'aide du Federal Theatre Project (en) dans le cadre du New Deal initié par Franklin Delano Roosevelt, la pièce fut mise en scène par Orson Welles et se joua au Maxine Elliott Theatre (en) de New York.